# Marjorie Delassus
Pour les articles homonymes, voir Delassus.
Marjorie Delassus est une céiste et kayakiste française née le 26 mars 1998 à Bourg-Saint-Maurice.

## Carrière
Marjorie Delassus est championne d'Europe des moins de 23 ans en 2018 en K-1 par équipes et en 2019 en C-1, en C-1 par équipes et en K-1 par équipes.
Aux Championnats d'Europe de slalom 2020, elle est médaillée d'argent en K-1 par équipes avec Camille Prigent et Lucie Baudu.
En octobre 2020, elle se qualifie pour les Jeux olympiques de Tokyo.
Aux Championnats d'Europe de slalom 2021, elle est médaillée de bronze en C-1 par équipes avec Lucie Prioux et Angèle Hug.
Elle remporte la médaille d'argent en K1 ainsi qu'en K1 par équipes aux Championnats d'Europe de slalom 2022,.
Elle est médaillée d'or en K1 par équipes aux Championnats d'Europe de slalom de canoë-kayak 2023, qui font partie des Jeux européens de 2023 à Cracovie.